# 漩渦 (漫畫)
《漩渦》是日本漫畫家伊藤润二創作的日本漫畫作品。於小學館漫畫雜誌《Big Comic Spirits》1998年至1999年期間不定期連載。單行本全3卷。2000年由萬代改編成遊戲於WonderSwan平台發售，另有改編真人電影作品。

## 劇情簡介
故事從一名高中生敘述而開始，五島桐繪和她的男朋友齋藤秀一以及住在這個受詛咒的黑渦鎮的人們，面對著一連串圍繞在漩渦相關的詛咒和超自然事件當中，而這座小鎮的秩序也即將失控。

## 登場人物

### 主要人物
五島桐繪
本作主角，長相秀麗，有著一頭長髮（故事後期為短髮。），父母是陶藝家，有一個弟弟。一家四口住在鎮中心。個性沉穩溫柔，心思細膩，正義而樂於助人。相對黑渦鎮居民是完美純潔的，因此對於漩渦詛咒有先天的警覺排斥和些微免疫能力。
齋藤秀一
桐繪以前的同班同學，也是她的男朋友，戴著眼鏡。因就讀鄰鎮的高中而每天搭電車通學。有著神經質和過度敏感的個性，最先感知到漩渦詛咒已經污染黑渦鎮的事實，在父母因為詛咒相繼去世後一直想帶著桐惠離開，在黑渦鎮逐漸走向滅亡時一直盡力保護桐惠。對於詛咒的先天警覺和排斥較桐惠來得更強，具有些微免疫能力。

### 桐繪的家人
五島滿男
桐繪的弟弟。生性調皮搗蛋。主要故事剧情位于《黑色灯塔》篇和《逃脱》篇。喜歡呼朋引伴去探險。故事中便是藉由滿男和朋友爬上燈塔探險而講述燈塔的秘密。故事後   期因為父親失蹤、母親下落不明而選擇和桐繪以及秀一同行動。最後變成人螺螺与桐绘失散。

###### 五島的父母
桐繪父母皆為陶藝家。時常製作陶藝品並於鄰鎮展售。一日，五島先生受秀一父親委託製作具漩渦花紋的瓷盤。秀一父親並向五島先生言明"漩渦花紋就是藝術"，使五島先生在其死後也熱衷於利用鎮中心的蜻蜓池底的淤泥製作漩渦花紋的陶藝品。但是因為外型太過奇特而不受青睞。之後五島一家和秀一因為被認為不祥被長屋的居民驅離轉而住在廢墟。父親被蜻蜓人颳起的陣風捲走，母親則是為尋找父親而失蹤。秀一和桐繪決心先離開黑渦鎮再回來尋找父母的下落。故事的最後揭示五島夫妻長眠於蜻蜓池底。
五島惠子
桐繪的堂姊，因為懷孕待產而住院。主要故事剧情位于《蚊柱》篇与《脐带》篇。院方安排桐繪和惠子住在同一間病房。但住院時，桐繪發覺她的行李中有個沉甸甸的物品。就在晚上，桐繪發現住院的孕婦們成群結隊的朝向各病房走去，而其不可告人的秘密也险些使得桐绘丧命…

### 桐繪的同學
黑谷阿佐美
來自鄰鎮綠山市，就讀於黑渦高中，是桐繪的好友。主要故事剧情位于《伤痕》篇。阿佐美額頭中央有個新月型的傷疤，依據本人所述，這個疤痕是因為童年时自己想吸引喜欢男生注意而从高处摔下受伤所致，但在有了这个疤痕之后她的情感之路便一帆风顺，追求者不断。後來在桐繪的介紹下，阿佐美認識了秀一，但秀一一見到阿佐美便直言這個女孩已經被漩渦的詛咒所污染，吓得连连后退并将阿佐美撵走。阿佐美对秀一勾起了强烈的兴趣以至于想抢走秀一。後來桐繪發現其額頭的疤痕不知為何已經變成漩渦形狀。秀一的不斷逃避的舉動始終無法得到阿佐美的諒解，阿佐美為了更加接近秀一而說服父母讓她住在黑渦鎮。後來更是假借喜歡自己的岡田的幫助約了秀一出來，但被桐繪撞見。桐繪此時發現漩渦狀的疤痕已經.....

###### 關野
桐繪的同班同學。主要故事剧情位于《卷发》篇。極力向要吸引眾人目光。在發現桐繪的捲髮是流量密碼之後起而仿效。桐繪無意和關野競爭，但頭髮的意志卻逼得兩人以頭髮打架，最終，桐繪和前來拯救的秀一被捲髮吞噬，秀一費盡心思才將頭髮剪斷救出桐繪。
與此同時，關野則是帶著一票"粉絲"高調地在黑渦鎮遊街，但.....
片山
片山的外型肥胖，行动迟缓。主要故事剧情位于《人螺螺》篇。同學們戲稱他只在下雨天時才會出現，也常常被津村等人霸凌。在一次霸凌时，同学们意外发现了片山身后的漩涡图案，后来片山身后隆起了一大股并越来越大，直到撑破衣物，露出身后的蜗牛壳，成为是本作中第一個蝸牛人，橫田老师命名为“人螺螺”。完全进化为人螺螺后被學校養了起來，也使得津村的霸凌更加肆无忌惮。直到漩涡的诅咒降临在津村身上…津村的动作也开始变得迟缓，之后索性不来上课了。最终在教室外的窗玻璃上爬行被确认为人螺螺。与片山被一同关在笼子里，随后开始交配。
在某日桐绘等人发现两只人螺螺出逃了，橫田老師在与桐绘一行人追寻两只人螺螺的踪迹时意外发现了人螺螺产下的卵，橫田老師將其破壞殆盡，但数日后自己反而也變成了人螺螺。
在之後黑渦鎮被颱風摧毀之後，桐繪一行人遇見了蜻蜓人（由原漫画可得蝶族人在吃掉人螺螺之后变成了食肉性动物，故而称为变成蜻蜓人）正在烤人螺螺。從畫面中只有三個蝸牛殼以及在颱風摧毀黑渦鎮前僅片山、津村、橫田老師變成蝸牛人這兩條線索來看，蜻蜓人吃掉的正是三人。
由此可得出的结论是：
- 1.行动迟缓有几率变成人螺螺
- 2.校园霸凌者与被霸凌者有几率变成人螺螺
- 3.干涉人螺螺繁衍（诅咒的延续）的人有几率变成人螺螺

###### 山口
是黑渦高中一年級的學生，主要故事剧情位于《吓人盒子》篇。因為喜歡嚇人而有了"吓人盒子"這個綽號。多次向桐繪表達愛意，但他的追求令桐繪不堪其擾。後來為了向桐绘证明爱意，山口故意跑到車子面前想使車子停下，但反遭車子撞死，其身軀更是以漩渦的方式捲入車子前軸。
在山口死后桐绘内疚不已，打开了山口死前寄给她的礼盒，被弹出的小丑吓了一跳。桐绘向秀一直言自己的不安，而盒子里的小丑这是却发出低沉的声音“就是你害死了他…”“晚上他就会复苏，来找你…”秀一便带着桐绘来到墓地，想趁山口没有复活之际将其封印，却不料还是来晚了一步…

### 黑渦鎮民 （主要）
齋藤先生
秀一的父親。主要故事剧情位于《漩涡迷（一）》篇。故事開始時便深深迷戀著漩渦花紋的各式物品，從衣服、陶器都有。甚至還曾因為味噌湯裏頭沒有漩渦花紋的魚板而和老婆起衝突，也因為整日將自己關在房間看自己的收藏，也沒有心思去工作。後來秀一母親將其所有收藏全數丟棄后大怒不已并展示了自己“不需要那些东西也能制造漩涡”的能力（如眼珠左右不同方向的旋转、将舌头伸出来卷成漩涡状），最后因把自己的身体卷成漩涡状导致全身骨头尽碎而死。
齋藤太太（秀一母親）
秀一的母親。主要故事剧情位于《漩涡迷（二）》篇。在目睹丈夫詭異的死狀後對漩渦感到異常恐懼，極力想逃避漩渦。丈夫的亡靈時不時會在她耳邊低語，要她一同變成漩渦，在秀一的安排下，母親只好住院治療，但日日仍為漩渦所苦，剪去了漩涡状的指纹、漩涡状的发丝，在心理暗示之下又用剪子扎破了耳蜗，却意外损坏了维持身体平衡的器官，致死前还沉浸在漩涡的恐怖世界里无法自逃、活在痛苦之中。

###### 川本醫生
黑渦醫院婦產科醫生，負責幫鎮裡所有孕婦接生。主要故事剧情位于《脐带》篇。在《脐带》篇中，桐繪走過嬰兒房時，聽到嬰兒們的竊竊私語，吵著要回子宮，並且牧雄(惠子的孩子)要當第一個。擔心堂姊的桐繪去到了產房，卻只發現滿地的蘑菇和透着诡异笑容的川本医生…川本医生最终因血被惠子吸干而亡。
西木与依子
两人为情侣，主要故事剧情位于《扭曲的人们》篇。西木与依子两家人分别住在一座长屋的两端（在故事设定中住在长屋中的人一般都是穷人），由于受到了漩涡的诅咒两家人视对方为死敌，西木和依子由而经常被拆散。在一次私奔到一座废弃的长屋时两人见到了两只身体扭曲极不自然的蛇扭曲在一起。后来秀一与桐绘决心帮助两人私奔却被两家人极力阻挠，在逃到海岸边后西木与依子两人如同那日看到的两条蛇一般扭曲在一起，好似一条粗糙的麻绳，最终落入海中不见踪影。
在最后的《遗迹》篇中，秀一与桐绘的死法也与此类似。

##### 若林
桐绘一家的房子被台风摧毁后，被迫住进了一座长屋，长屋里有其他住户，若林是其中一位桐绘的邻居。主要故事剧情位于《有鬼的长屋》篇。
这座长屋共有三个住户：桐绘一家人、若林，还有一户神秘住户。这神秘住户身份不明，半夜常常发出凄惨嚎叫声，因此被大家幻化为“鬼”。
若林暗恋桐绘，经常透过墙壁上的窟窿偷窥她的生活。长屋里疑似存在某种病原体，没过多久，桐绘一家所有人身上都长出了锥形、笋形的突状物，因为最初出现在脚上，一开始被当作鸡眼。桐绘有一次扶一位住户老奶奶起身时，意外看到她手上布满了这种“鸡眼”。后来老婆婆的儿子死后，桐绘目睹了他的死状（漫画虽未画出，但通过后续若林的样子能大致推断）。
若林对桐绘的窥探越发痴迷，长期躲在窟窿前，全身长满了锥形突状物。一天晚上，桐绘一家人发现墙壁上爬满了锥形突状物，密密麻麻像笋一样。随后墙体轰然崩塌，全身长满锥形突状物的若林现身，最终被桐绘父亲用木棒穿过脑袋而死。桐绘一家人搬离长屋后，身上的锥形突状物逐渐消失。

## 出版書籍
最初是在小學館的週刊漫畫雜誌上《Big Comic Spirits》1998至1999期間連載。單行本於1998年8月至1999年9月期間發行出版。另外為了慶祝真人電影上映，於2000年3月推出將3冊單行本合併的廉價版，並收錄電影紀念特別單篇。
在北美由碧日代理翻譯成英文，並於月刊漫畫雜誌《Pulp》2001年1月至2002年8月上進行連載。單行本於2001年10月至2002年10月出版，並於2007年10月至2008年2月換封面再版，日本廉價版也於2013年10月由碧日代理出版。另外也發行其他語言版本，已有西班牙文、法文、巴西葡萄牙語、波蘭語、瑞典語、中文、韓文、塞爾維亞文版本。
| - 【第1話】漩渦狂·之一（）（1998年第7號） - 【第2話】漩渦狂·之二（）（1998年第8號） - 【第3話】傷痕（）（1998年第12號） | - 【第4話】窯變（）（1998年第17號） - 【第5話】扭曲的人們（）（1998年第21、22合併號） - 【第6話】鬈髮（）（1998年第26號） - 後記 |

| - 【第7話】驚奇盒（）（1998年第30號） - 【第8話】蝸牛人（）（1998年第35號） - 【第9話】黑色燈塔（）（1998年第39號） | - 【第10話】蚊住（）（1998年第43號） - 【第11話】臍帶（）（1998年第48號） - 【第12話】颱風1號（）（1998年第52號） - 後記 |

| - 【第13話】鬼住的長屋（）（1999年第8號） - 【第14話】蝶（）（1999年第12號） - 【第15話】混沌（）（1999年第17號） - 【第16話】續·混沌（）（1999年第21、22合併號） | - 【第17話】逃脫（）（1999年第26號） - 【第18話】迷路（）（1999年第30號） - 【第19話】遺跡（）（1999年第39號） - 特別篇 銀河（）（2000年第9號） - 後記 |

### 其他版本
廉價版
祝賀電影上映的版本。
| 冊數 | 小學館       | 小學館             |
| 冊數 | 發售日期     | ISBN               |
| ---- | ------------ | ------------------ |
| 全   | 2000年3月7日 | ISBN 4-09-185816-3 |

新裝版
東立代理稱為完全版。
| 冊數 | 小學館        | 小學館                 | 東立出版社    | 東立出版社             |
| 冊數 | 發售日期      | ISBN                   | 發售日期      | ISBN                   |
| ---- | ------------- | ---------------------- | ------------- | ---------------------- |
| 全   | 2010年8月30日 | ISBN 978-4-09-183242-9 | 2020年8月13日 | ISBN 978-957-26-4993-0 |

## 改編作品

### 遊戲
改編的兩款遊戲皆由萬代於WonderSwan平台發行。第1作《漩渦～電視怪奇篇～》（Spiral -Power Vision Strange Edition-）於2000年2月3日發售，本身是將漫畫內容作成视觉小说的形式，五島桐繪的配音員由初音映莉子負責，而本人也有在遊戲裡特別演出。
第2作標題為《漩渦～詛咒模擬器～》（Spiral -Curse Simulation-）於2000年3月4日發售，類型為模擬遊戲。內容講述玩家收到漩渦仙人（Spiral Master）指派的任務，要散播漩渦詛咒在小鎮上；需要在小鎮上觸發事件並蒐集躲藏在各任務裡的漩渦能量（Spiral Power）來進展劇情。另外本作也包含了一個小游戏《蝸牛人》（Snail-human hybrids）。

### 真人電影
改編電影於2000年2月11日上映，同時上映《富江 replay》。導演Higuchinsky在本作首次執導電影作品。主演初音映莉子。

### 有聲漫畫
於2014年10月20日發布。在漫畫中加入聲音等特效的動態漫畫，於NTT DOCOMO動畫發布服務網站「dVideo powered by BeeTV」公開，全19話。配音由安濟知佳負責五島桐繪、羽多野渉負責齋藤秀一。主題曲是由土屋安娜演唱的「The Magic of Halloween」。

### 動畫
2019年的Crunchyroll Expo上，Adult Swim宣布，將推出4集改編電視動畫影集的消息。該系列由Production I.G. USA和Adult Swim旗下的Williams Street共同製作。長濱博史擔任動畫導演，科林·史泰鬆負責音樂創作。該動畫在Adult Swim的Toonami節目區塊首播，並且先於日本播出。這也是卡通頻道第四次直接參與日本動畫的製作，之前的作品包括《The Big O II》、《IGPX》以及《FLCL》的續集。
創意總監傑森·德馬克（Jason DeMarco）表示，截至2020年3月25日，製作仍在進行中，2019冠状病毒病疫情尚未對製作產生影響。在與伊藤潤二的採訪中，他對長濱的才能表示尊敬，稱其非常有才華，並表示忠於原作漫畫令他「非常高興」。伊藤亦確認動畫劇本已經完成，且也檢查檢查所有的劇本內容。該動畫完全以黑白製作。
2020年6月10日，該動畫的官方Twitter帳號展示了一些分鏡圖。2020年7月22日，官方Twitter公佈了日本配音陣容，主角五島桐繪將由佐武宇綺負責。
同年7月26日，Adult Swim播映相同的預告片，並在Adult Swim Con上展示長濱的採訪。此外，該系列的上映時間由原定的2020年推遲了一年。2020年7月29日，日本配音員正式開始錄製。2021年6月15日，發布了第二個預告片，長濱在影片中提到由於疫情的影響，迫使團隊需要「重新規劃」動畫流程。並確認動畫將再次延遲至2022年10月播映。
2022年6月，Corus Entertainment通過新聞稿確認該系列將在加拿大的Adult Swim上播出。同月應製作團隊的要求，動畫播映時程再次無限期延後。2023年，艾瑞·艾斯特和拉斯·克努森的公司Square Peg確認參與該系列製作。2023年7月22日的圣地亚哥国际漫画展上，Adult Swim在「Toonami on the Green」小組討論中展示了動畫的新片段。德馬克隨後在Twitter上表示該系列將在2023年年底首播，該系列最終於2024年9月29日以日語版和英語字幕首播，其英語配音版將於同年10月4日播出。
該系列最初由製片人寺島真姬（Maki-Terashima Furuta）宣佈由Drive動畫製作。2023年7月，一些文章提到動畫由Drive和曉共同製作。然而，當該系列於2024年9月首播時，Drive的名字並未出現在片尾製作名單中。第一集的動畫製作由策劃與製作公司Fugaku負責。第二集則由曉製作；然而，長濱僅負責分鏡，導演則由森山雄治擔任。

#### 劇集列表
| 話數 | 導演     | 演出                                                 | 作畫監督 | 美術設計                         | 色彩設計        | 攝影導演                     | 動畫製作人          | 動畫製作 | 首播日期       |
| ---- | -------- | ---------------------------------------------------- | --- | -------------------------------- | --------------- | ---------------------------- | ------------------- | -------- | -------------- |
| 1    | 長濱博史 | 五月女浩一朗                                         | 佐藤浩一 長濱博史 | 佐藤豪志 小田理恵                | 梅崎ひろこ      | 大山佳久                     | 野口和紀 宮本逸雄   | 冨嶽     | 2024年 9月28日 |
| 2    | 森山雄治 | 西村大樹                                             | Foo Shih Ming Zhang Jin Hao Wu Xiao Wei Xu Xue Wen Qin Guo Qing Xu Peng Xu Chen Yin Liao Fei Liang Jia Yuan Xu Xiao Wen Lin Zi Ye Lu Xiasheng Qiu Zhenhua Cui Junxiang 山廣喬介 斎藤晴輝 天界 He Ye Chaogang Ju Chengbin Yu 旭Production 上海KADU ShiYue Studio STARO 森島嵩 | 佐藤豪志 小田理恵                | 梅崎ひろこ      | Kuninaru Tsutsumi Xiaolai Wu | Moonshadow Noa Goto | 曉       | 10月5日        |
| 3    | 森山雄治 | 粟井重紀                                             | Foo Shih Ming Zhang Jin Hao Wu Xiao Wei Xu Xue Wen Xu Xue Wu Qin Guo Qing Xu Peng Xu Chen Yin Liao Fei Liang Jia Yuan Xu Xiao Wen Lin Zi Ye Rushui Chen Chaogang Ju Chengbin Yu Qiu 山廣喬介 斎藤晴輝 旭Production 上海KADU 森島嵩                                           | 佐藤豪志 小田理恵                | 梅崎ひろこ      | Kuninaru Tsutsumi Xiaolai Wu | Moonshadow Noa Goto | 曉       | 10月12日       |
| 4    | -        | Wu Hao 佐藤大輔 五月女浩一朗 震雷 スタジオマスケット | Tsuki Rei Kyou Hi Kan Studio スタジオマスケット Xuewen Xu Xuewu Xu Hao Wu 佐藤大輔 前田義宏 松原朋広 越後谷寛 長濱博史 | Nguyen Duc Song An Phan Thi Toan | 梅崎ひろこ Sawa | -                            | 野口和紀 宮本逸雄   | 冨嶽     | 10月19日       |

## 外部連結
- Uzumaki （页面存档备份，存于） Adult Swim節目頁面
- 漩渦（漫畫）在動畫新聞網百科全書中的資料（英文）
- UzumakiAnime的X（前Twitter）